# Parma Heights
Parma Heights est une ville située dans le comté de Cuyahoga, dans l'État de l'Ohio, aux États-Unis. Elle se trouve dans la banlieue sud de Cleveland.
Sa population était estimée à 20 718 habitants lors du recensement de 2010, ce qui donne une densité de 1 991,8 hab/km2.

## Histoire
Parma Heights a été fondé en 1818.